# قزل-یار (آق‌توبه)
قزل-یار (به قزاقی: Andreyevka) یک منطقهٔ مسکونی در قزاقستان است که در شهرستان مارتوک واقع شده‌است. قزل-یار ۳۱۸ متر بالاتر از سطح دریا واقع شده‌است.